# Jacobo Acosta Bendek
Jacobo Acosta Bendek (Sitionuevo, 1926-Barranquilla, 29 de junio de 2016) fue un economista, político, abogado y líder cívico colombiano. Fue alcalde de Barranquilla entre 1983 y 1985. 

## Biografía
Jacobo Acosta Bendek nació en Sitionuevo, Magdalena, de donde emigró con su hermano Gabriel Acosta Bendek a Barranquilla. Estudió derecho en la Universidad Nacional de Colombia y posteriormente estudió maestría de economía en la misma universidad. Fue unos de los fundadores de la Universidad Metropolitana, con Gabriel Acosta.
Fundó el 16 de noviembre de 1973 la Corporación Metropolitana para la Educación Superior, bajo la iniciativa de la Fundación Acosta Bendek, que constituyó junto con sus hermanos Eduardo, Alfonso y Gabriel Acosta Bendek.
Durante su vida profesional se desempeñó como director de la Corporación Eléctrica de la Costa Atlántica (Corelca). Fue el primero en ocupar el cargo, entre 1969 y 1981, nombrado por el gobierno de Carlos Lleras Restrepo. Durante su etapa al frente de la compañía llevó a cabo varias obras para levantar redes eléctricas en la Costa Caribe.
En 1983 fue designado por el gobierno de Belisario Betancur alcalde de Barranquilla entre 1983 y 1985. 
Fue director de la Andi, asesor de la Universidad del Atlántico y columnista de El Heraldo. 
Falleció en la clínica Iberoamericana de Barranquilla el 29 de junio de 2016 por causas naturales.

## Familia
Jacobo se casó con la señora Carmen "Cachi" Cecilia Polo de Barranquilla, y tuvieron cinco hijos: Carlos, Claudia, Patricia, Angélica y Alejandro.